# Patxi Uribarren
Patxi Uribarren Leturiaga, né le 31 octobre 1942 à Etxaguen, est un carme, écrivain et académicien basque espagnol de langue basque.

## Biographie
Carme, Patxi Uribarren vit présentement à Bilbao. En plus d'un diplôme en philosophie et lettres, il possède aussi un diplôme en théologie. Le titre de sa thèse était Aramaioko toponimia.
Il travaille pour la députation générale de Biscaye entre 1983 et 2007, en tant que traducteur. En 1971, il est membre correspondant à l'Euskaltzaindia ou Académie de la langue basque et le 26 septembre 2008, il est nommé membre titulaire et prend la place laissée par Henrike Knörr.